# St. Gordianus und Epimachus (Aitrach)

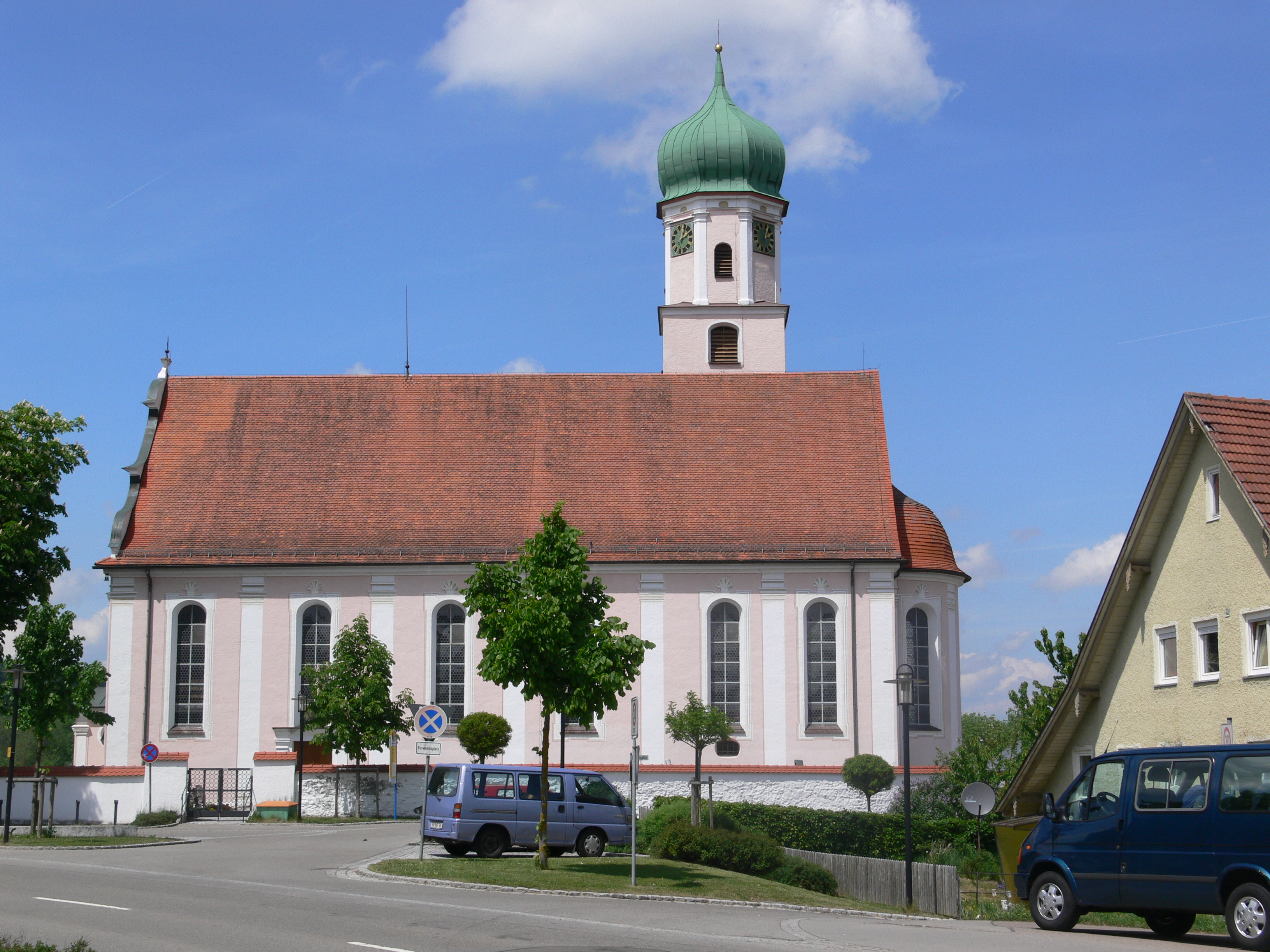
St. Gordianus und Epimachus (2008)

St. Gordianus und Epimachus ist die Pfarrkirche der Gemeinde Aitrach im Landkreis Ravensburg in Oberschwaben. Die Gemeinde gehört zur Seelsorgeeinheit Aitrachtal im Dekanat Allgäu-Oberschwaben. Sie ist ein Kulturdenkmal.

## Lage

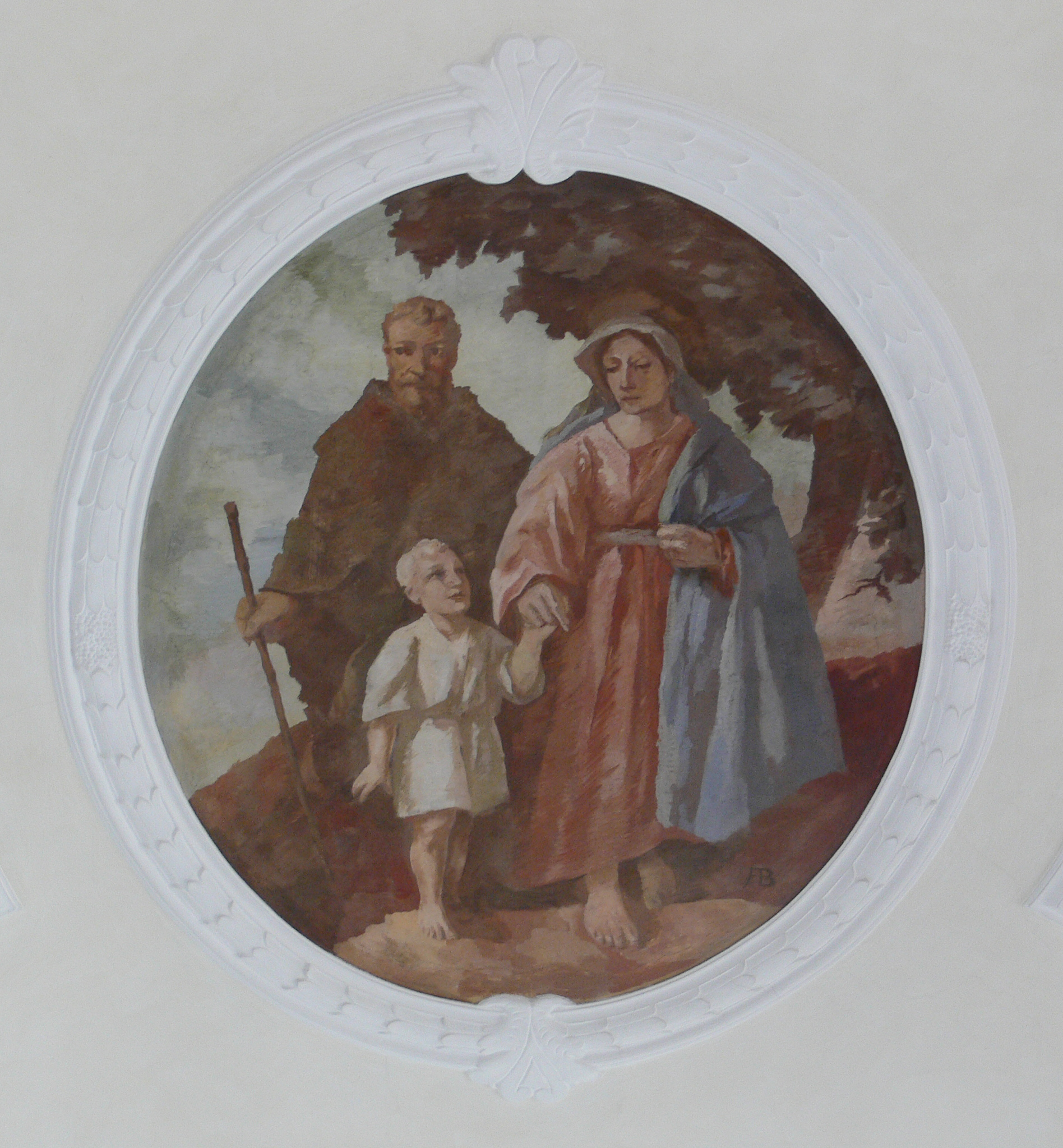
Deckenfresko Innenraum

Die geostete Kirche liegt mitten in der über zweitausend Einwohner zählenden Ortschaft. Aitrach war weder im Mittelalter noch in der Neuzeit ein hervorgehobener Amtssitz eines Klosters oder einer weltlichen Herrschaft. Die Kirche ist den römischen Märtyrern und Schutzpatronen Gordianus und Epimachus geweiht. Dieses Patronat weist darauf hin, dass es sich um eine unter dem Einfluss des Klosters Kempten gegründete Kirche handelt. Die frühen kemptischen Rechte konnten durch Hildegard, der Frau Karls des Großen, oder durch ihren gemeinsamen Sohn Ludwig des Frommen dotiert worden sein.
Die Hauptstraße des Ortes trennt den Pfarrhof, jetzt Gemeindezentrum, von der Kirchenanlage. Die Kirche mit dem Friedhof und der Aussegnungshalle ist von einer schulterhohen Mauer umfriedet.

## Ausstattung
Der heutige Kirchenbau wurde in den Jahren von 1718 bis 1724 erbaut und ist eine barocke Saalkirche. Sie hat einen eingezogenen, von außen gesehen halbrunden und innen polygonalen Chor. Am nördlichen Chor ist ein kupferummantelter Turm mit Haubendach, Glocken und vier Schallöffnungen aus dem Jahre 1670. Die Ausmalung der Kirche im Jahre 1904 stammt von Franz Beyer und August Braun. Die Heiligenfiguren wurden in der Werkstatt des Bildhauers Johannes Ruez gefertigt. Ruez selbst zugeschrieben wird die Kreuzgruppe am Hochaltar. Der Hochaltar ist aus dem Jahre 1794 und stammt von Matthäus Ott.
Die Kirche hat Hochaltarbild, Volksaltar, Kanzel, Empore, Kirchengestühl, Beichtstühle und eine Orgel. Der rechte Seitenaltar ist ein Antoniusaltar mit einer Statue des heiligen Antonius von Padua mit Jesuskind. Der linke Seitenaltar ist ein Marienaltar.

## Gefallenen-Ehrenmale

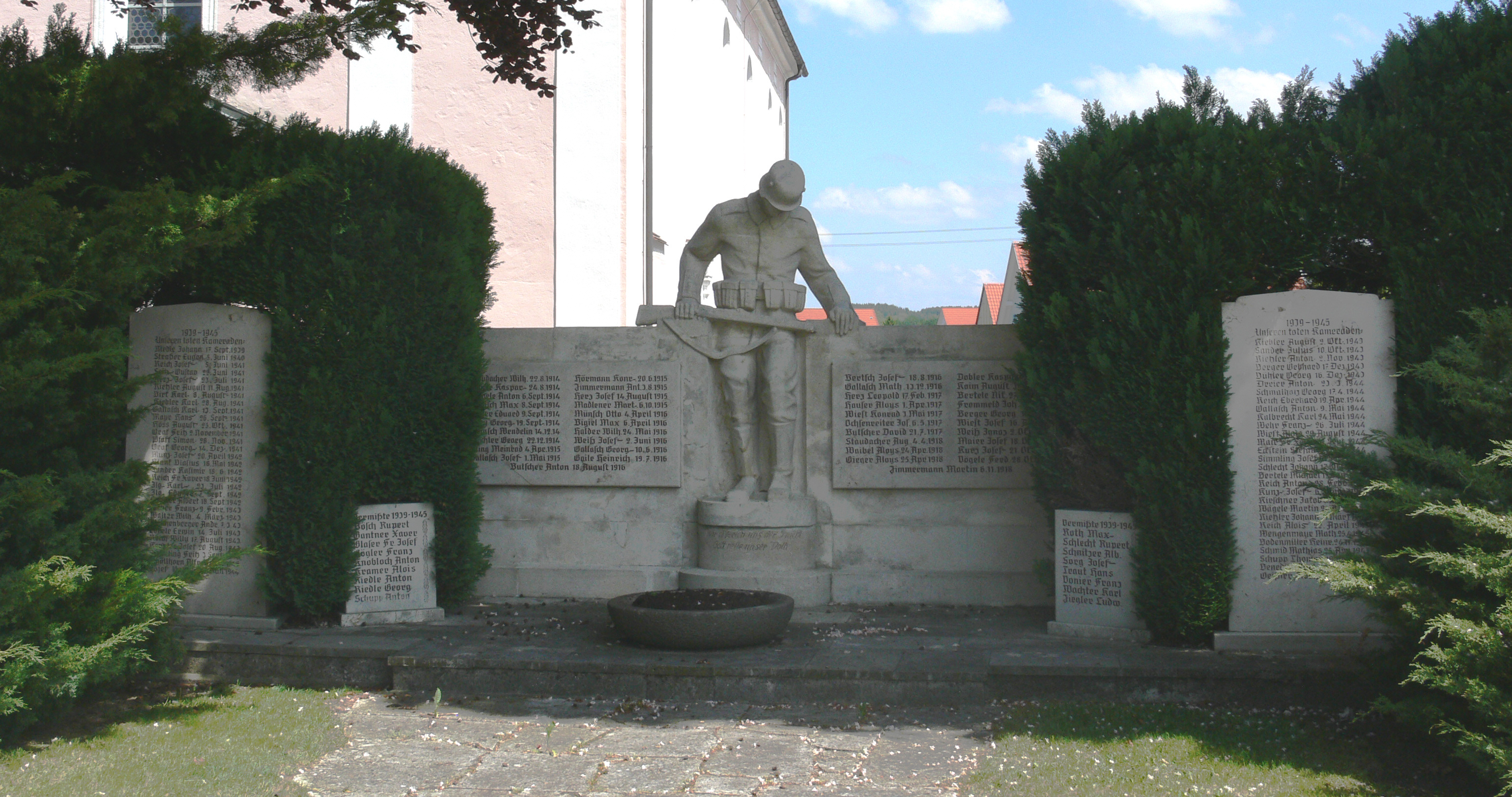
Ehrenmal bei St. Gordianus und Epimachus

Im Westen der Kirche an der Umfriedungsmauer befindet sich ein Ehrenmal für gefallene und vermisste Soldaten. Im Zentrum der Anlage steht ein naturalistisch dargestellter Soldat mit gesenktem Kopf. Seine Arme sind zu beiden Seiten auf eine Mauer gestützt. In seiner rechten Hand hält er einen Karabiner. Der Sockel der Statue trägt die Inschrift: „Wir opferten uns der Pflicht, Gott rette unser Volk“. Links und rechts der Statue ist an der Mauer jeweils eine Gedenktafel mit den eingravierten Opfernamen des Ersten Weltkrieges angebracht. Vor der Mauer sind jeweils links und rechts eine größere Tafel mit den Gefallenen und eine kleinere mit den Vermissten des Zweiten Weltkrieges aufgestellt.
Am Friedhof befindet sich ein weiteres Soldatendenkmal, das als Grab gestaltet ist und an Gefallene des Ersten Weltkriegs erinnert.